# Commugny
Commugny je obec na jihozápadě Švýcarska v kantonu Vaud. Žije zde přibližně 2 900 obyvatel.

## Geografie

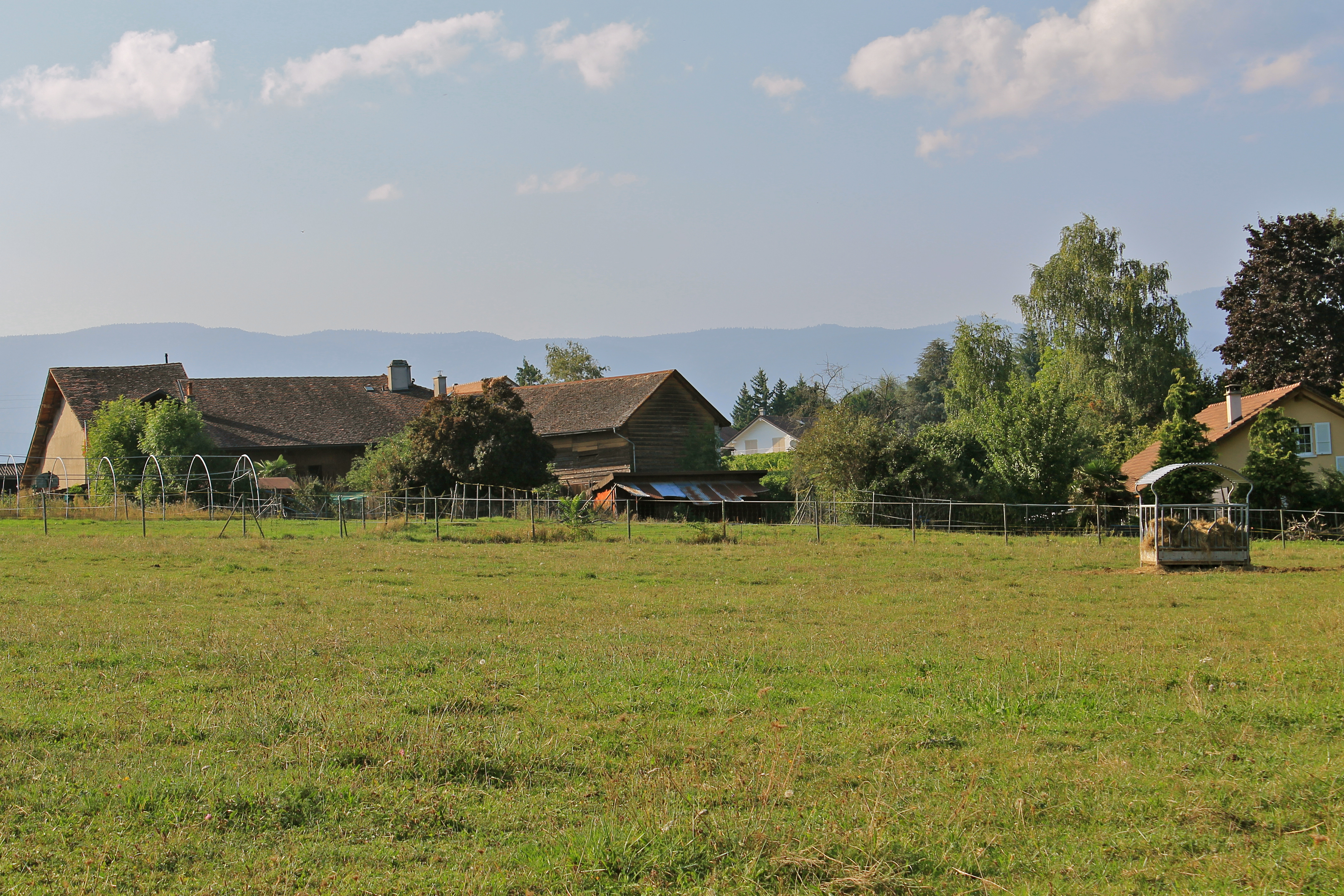
Pohled na obec

Commugny leží v nadmořské výšce 419 m, v nejjihozápadnější části kantonu Vaud, vzdušnou čarou 13 km severně od Ženevy. Obec se rozkládá na hřebeni lemujícím západní stranu dolního Ženevského jezera, po obou stranách potoka Greny.
Území obce o rozloze 6,5 km² pokrývá část hřebene západně od Ženevského jezera. Východní část obce leží v povodí potoka Greny, který část vody čerpá z rozvodí řeky Versoix u Bogis-Bossey. Greny protéká obcí Commugny v mělkém údolí. Na západě se území obce rozprostírá na hřebeni a přes lesní oblast Bois de Portes, kde dosahuje nejvyšší bod Commugny 483 m n. m., až k silně meandrujícímu toku Versoix v oblasti mokřadu Pré-Nouveau. V roce 1997 bylo 17 % území obce pokryto zastavěnou plochou, 20 % lesy a lesními porosty, 62 % zemědělstvím a o něco méně než 1 % neproduktivní půdou.
K obci Commugny patří také několik samostatných zemědělských usedlostí. Sousedními obcemi Commugny jsou Chavannes-des-Bois, Tannay, Coppet, Founex a Chavannes-de-Bogis v kantonu Vaud a Grilly a Divonne-les-Bains v sousední Francii.

## Historie
Území obce bylo osídleno již v římské době, což dokládají pozůstatky vily z tohoto období. Osídlení zde bylo i v burgundském období. První kostel byl postaven v 6. a 7. století. Území Commugny se pravděpodobně dostalo do vlastnictví opatství Saint-Maurice v 9. století prostřednictvím donace.
První písemná zmínka o obci pochází z roku 1018 pod názvem Communiacum, v roce 1712 se objevil pravopis Commagny a v roce 1778 Commugni. Název místa pochází z latinského slova communis (obecní). Od 10. století tvořilo Commugny a jeho okolí enklávu v ženevském hrabství, což opakovaně vyvolávalo spory. To byl pravděpodobně důvod, proč opat ze Saint-Maurice v roce 1257 prodal Commugny Petrovi Savojskému. V roce 1271 se obec dostala pod vládu Coppet, čímž relativní nezávislost Commugny skončila.
Po dobytí Vaudu Bernem v roce 1536 přešla obec pod správu panství Nyon. Po pádu Staré konfederace patřilo Commugny v letech 1798–1803 v období Helvétské republiky ke kantonu Léman, který byl poté po vstupu v platnost Ústavy o zprostředkování sloučen s kantonem Vaud. V roce 1798 byla obec přiřazena k okresu Nyon.
V roce 1905 zavraždil Jean Lanfray v Commugny svou těhotnou ženu a dvě děti, což vedlo k zákazu absintu.

## Obyvatelstvo
| Rok            | 1850 | 1880 | 1900 | 1910 | 1930 | 1950 | 1960 | 1970 | 1980 | 1990 | 2000 |
| Počet obyvatel | 249  | 302  | 308  | 304  | 287  | 337  | 439  | 880  | 1462 | 2026 | 2603 |

Kostel v Commugny (1899)

Z celkového počtu obyvatel je 65,9 % francouzsky mluvících, 17,0 % anglicky mluvících a 8,3 % německy mluvících (stav v roce 2000). Zejména po roce 1960 došlo díky intenzivní výstavbě a přistěhovalectví k výraznému nárůstu počtu obyvatel (na více než šestinásobek).

## Hospodářství
Až do druhé poloviny 20. století byla obec Commugny především zemědělskou obcí. Na okraji obce Commugny se nachází několik malých vinic. Díky úrodné půdě je zbývající zemědělská půda využívána především jako orná půda. Další pracovní příležitosti jsou v telekomunikacích, místním obchodě a ve službách. V posledních desetiletích se Commugny rozvíjí jako rezidenční obec. Rozsáhlé čtvrti rodinných domů a vil se nacházejí zejména na severním okraji obce. Osídlená oblast Commugny je volně propojena s osadami Tannay, Coppet a Founex. Většinu pracujících tvoří dojíždějící obyvatelé (asi 75 %), kteří pracují převážně v Ženevě.

## Doprava
Obec má velmi dobré dopravní spojení. Nachází se na hlavní silnici z Versoix do Divonne-les-Bains. Dálniční křižovatka Coppet na dálnici A1 (Ženeva–Lausanne) je od obce vzdálena asi 3 km. Commugny je napojeno na síť veřejné dopravy prostřednictvím autobusové linky Postbusu z Nyonu do Coppet.